# CD90
CD90 (synonym Thy-1-Membran-Glykoprotein) ist ein Oberflächenprotein aus der Immunglobulin-Superfamilie.

## Eigenschaften
CD90 ist an der Zelladhäsion, der Zellmigration, der Apoptose, dem Wachstum von Axonen, der Bildung von Zellkontakten und Kontakten mit der extrazellulären Matrix, der Aktivierung von T-Zellen und der Entstehung der Fibrose beteiligt. Es wird in vielen Zelltypen gebildet, insbesondere von Immunzellen und Nervenzellen. Im Gehirn ist CD90 an der Synaptogenese beteiligt. CD90 ist glykosyliert, phosphoryliert und besitzt einen GPI-Anker und eine Pyroglutaminsäure. Durch alternatives Spleißen werden verschiedene Isoformen gebildet.
CD90 ist ein Tumorsuppressor.

## Anwendungen
CD90 ist ein Zelltypmarker für hämatopoetische Stammzellen.